# R. Edward Freeman
Pour les articles homonymes, voir Freeman.
R. Edward Freeman, né le 18 décembre 1951 à Colombus en Géorgie, est un philosophe et universitaire américain, particulièrement connu pour ses travaux sur la théorie des parties prenantes (en).

## Biographie

### Formation
R. Edward Freeman est titulaire d'un Bachelor of Arts en mathématiques et en philosophie de l'université Duke (1973) et d'un Ph.D. en philosophie de l'université Washington de Saint-Louis (1978).

### Carrière universitaire
Après avoir enseigné à l'université du Minnesota et à la Wharton School, il est, depuis 1987, professeur à la Darden School of Business de l'université de Virginie.
De 1994 à 1995, il est président de la Society for Business Ethics (en). Il est également l'un des rédacteurs en chef de la revue Philosophy of Management (en).

### Contributions scientifiques
À l'origine de la théorie des parties prenantes (en),,, R. Edward Freeman permet, grâce à cette théorie, de comprendre pourquoi et comment les organisations intègrent les attentes de l'ensemble de leurs parties prenantes. Cette théorie est largement diffusée, notamment dans les domaines de la responsabilité sociétale des entreprises et de l'éthique, et est utilisée par la norme ISO 26000. Une anticipation de ces concepts apparaissent dans une publication qui est apparu en 1968 [2] par l'économiste italien Giancarlo Pallavicini, créateur de "la méthode de décomposition des paramètres" pour le calcul des résultats ne sont pas une activité directement économique de l'entreprise, en ce qui concerne les questions éthiques , morales, sociale, culturelles et environnementales.

### Distinctions
En 2001, il a reçu un prix du World Resources Institute et de l'Institut Aspen pour récompenser l'ensemble de sa carrière et, en 2005, le Conseil d'État en enseignement supérieur de la Virginie lui a décerné un Outstanding Faculty Award. En 2008, il a reçu un doctorat honoris causa de l'université pontificale de Comillas.

## Principales publications
- Strategic Management: A Stakeholder Approach, 1984
- Corporate strategy and the search for ethics, avec Daniel R. Gilbert, 1988
- Managing for Stakeholders: Survival, Reputation and Success, avec Jeffrey Harrison et Andrew C. Wicks, Yale University Press, 2007
- Business ethics: a managerial approach, avec Andrew C. Wicks et Patricia H. Werhane, 2009
- Stakeholder Theory: The State of the Art, avec Jeffrey S. Harrison et Andrew C. Wicks, 2010